# 米勒斯維爾 (伊利諾伊州)
米勒斯維爾（英語：Millersville）是位於美國伊利諾伊州克里斯蒂安縣的一個非建制地區。該地的面積和人口皆未知。

## 地理
米勒斯維爾的座標為39°27′04″N 89°09′29″W / 39.45111°N 89.15806°W，而該地的平均海拔高度為200米（即656英尺）。